# Strážnice (Vysoká)
Strážnice je vesnice, část obce Vysoká v okrese Mělník ve Středočeském kraji. Nachází se asi 1,5 kilometru západně od Vysoké. Je zde evidováno 72 adres. Trvale zde žije 142 obyvatel.
Strážnice leží v katastrálním území Strážnice u Mělníka o rozloze 8,91 km².

## Historie
První písemná zmínka o vesnici pochází z roku 1549.

## Obyvatelstvo
| Rok            | 1869 | 1880 | 1890 | 1900 | 1910 | 1921 | 1930 | 1950 | 1961 | 1970 | 1980 | 1991 | 2001 | 2011 | 2021 |
| -------------- | ---- | ---- | ---- | ---- | ---- | ---- | ---- | ---- | ---- | ---- | ---- | ---- | ---- | ---- | ---- |
| Počet obyvatel | 402  | 372  | 413  | 421  | 378  | 416  | 396  | 229  | 246  | 197  | 173  | 147  | 142  | 155  | 136  |
| Počet domů     | 62   | 62   | 68   | 67   | 69   | 72   | 76   | 74   | 74   | 58   | 56   | 70   | 70   | 70   | 74   |

## Obecní správa
Při sčítání lidu v letech 1850–1960 Strážnice byla samostatnou obcí v okrese Mělník. Od 1. července 1960 je částí obce Vysoká v okrese Mělník. V letech 1850–1960 k obci patřily Střednice.